# لامنا
لامنا (نام علمی: Lamna) نام یک سرده از تیره سفیدکوسگان است. این کوسه در نیم‌کره جنوبی اقیانوس اطلس و آرام یافت می‌شود.